# Пауэр, Роберт
Роберт Пауэр (англ. Robert Power, род. 11 мая 1995 в Перт, Австралия) — австралийский профессиональный шоссейный велогонщик, выступающий с 2019 года за команду «Team Sunweb».

## Статистика выступлений наГранд Турах
| Гонка   | 2019 |
| ------- | ---- |
| Джиро   |      |
| Тур     |      |
| Вуэльта |      |